# Ali Shaheed Muhammad
Ali Shaheed Muhammad (n. 11 august 1970) este un DJ american de hip hop, producător de înregistrări și rapper, cel mai cunoscut ca membru al trupei A Tribe Called Quest. Cu Q-Tip și Phife Dawg, grupul a lansat șase albume de studio din 1990 până în 2016. Muhammad este musulman.

## Legături externe
- Ali Shaheed Muhammad la Internet Movie Database